# Nicolas Nadau

a Compétitions nationales et continentales officielles uniquement.

Pour les articles homonymes, voir Nadau (homonymie).
Nicolas Nadau, né le 9 mars 1975 à Fontenay-aux-Roses, est un joueur français de rugby à XV qui évolue au poste d'arrière (1,82 m pour 86 kg). Il est ensuite entraîneur de rugby à XV.

## Biographie
Formé au Paris UC, il joue l'essentiel de sa carrière en élite avec l'AS Montferrand et le RC Narbonne.
Il devient par la suite entraîneur des arrières de l'US Carcassonne et du Tarbes PR avant de devenir entraîneur principal au Biarritz olympique puis entraîneur des arrières du FC Grenoble.

## Carrière

### Joueur
- -1996 : Paris UC
- 1996-2002 : AS Montferrand
- 2002-2003 : Castres olympique
- 2003-2008 : RC Narbonne
- 2008-2010 : US Carcassonne

### Entraîneur
- 2010-2012 : US Carcassonne
- 2012-2016 : Tarbes PR
- 2016-2017 : US Carcassonne
- 2019-2021 : Biarritz olympique
- 2021- : FC Grenoble

| Saison      | Club                  | Division | Poste    | Classement                                                        | Coupe d'Europe | Challenge européen |
| ----------- | --------------------- | -------- | -------- | ----------------------------------------------------------------- | -------------- | ------------------ |
| 2010 - 2011 | US Carcassonne        | Pro D2   | Arrières | 10e                                                               | -              | -                  |
| 2011 - 2012 | US Carcassonne        | Pro D2   | Arrières | 6e                                                                | -              | -                  |
| 2012 - 2013 | Tarbes Pyrénées Rugby | Pro D2   | Arrières | 6e                                                                | -              | -                  |
| 2013 - 2014 | Tarbes Pyrénées Rugby | Pro D2   | Arrières | 6e                                                                | -              | -                  |
| 2014 - 2015 | Tarbes Pyrénées Rugby | Pro D2   | Arrières | 12e                                                               | -              | -                  |
| 2015 - 2016 | Tarbes Pyrénées Rugby | Pro D2   | Arrières | 13e (relégation administrative du club)                           | -              | -                  |
| 2016 - 2017 | US Carcassonne        | Pro D2   | Arrières | 9e                                                                | -              | -                  |
| 2019 - 2020 | Biarritz olympique    | Pro D2   | Arrières | 6e (arrêt du championnat)                                         | -              | -                  |
| 2020 - 2021 | Biarritz olympique    | Pro D2   | Arrières | 3e, défaite en finale, vainqueur en barrage d'accession au Top 14 | -              | -                  |
| 2021 - 2022 | FC Grenoble           | Pro D2   | Arrières | 12e                                                               | -              | -                  |

## Palmarès

### En club

#### Compétitions jeunes
- Championnat de France cadets :
  - Vice-champion (1) : 1991 (Paris UC)

#### Compétitions nationales
- Championnat de France de première division :
  - Vice-champion (2) : 1999 et 2001 (AS Montferrand)
- Coupe de la ligue :
  - Vainqueur (1) : 2001 (AS Montferrand)
- Championnat de France de Fédérale 1 :
  - Champion (1) : 2010 (US Carcassonne)

#### Compétitions internationales
- Challenge européen :
  - Vainqueur (1) : 1999 (AS Montferrand)
- Bouclier européen :
  - Vainqueur (1) : 2003 (Castres olympique)

### En équipe nationale
- International scolaire
- International FIRA
- International universitaire
- International -21 ans
- International militaire
- International France A (en 2001)
- International de rugby à 7

### Entraîneur
- Championnat de France de Pro D2 :
  - Vice-champion (4) : 2021 (Biarritz olympique), 2023, 2024 et 2025 (FC Grenoble)
- Barrage d'accession au Top 14 :
  - Vainqueur (1) : 2021 (Biarritz olympique)
  - Finaliste (3) : 2023, 2024 et 2025 (FC Grenoble)